# Polideportivo España
El Polideportivo España es un complejo deportivo techado ubicado en el Distrito V de la ciudad de Managua, Nicaragua. Está ubicado al costado este de la Universidad de Ciencias Comerciales y contiguo al residencial Bosques de Altamira.

## Historia
Fue inaugurado en 1974 con fondos de cooperación del gobierno de España como parte de la reconstrucción posterior al terremoto que devastó Managua en 1972.
Durante las décadas de los 80 y 90, albergó numerosas actividades deportivas y culturales, incluyendo boxeo, carambola y transmisiones de televisión nacional como Domingos Gigantes.
En diciembre de 2016 comenzó un proyecto de mejoramiento y ampliación, ejecutado por la empresa WILCONSA y financiado por el Instituto Nicaragüense de Deportes, con una inversión total de C$76,556,422.20.

## Instalaciones
El complejo cuenta con:
- Una cancha principal con graderías para 1,097 personas.
- Una cancha auxiliar con capacidad para 120 personas.
- Oficinas administrativas, bodegas, baños, camerinos, gimnasio de pesas y acceso para personas con discapacidad.[5]

## Eventos y competencias
Durante los XI Juegos Deportivos Centroamericanos celebrados en Managua en diciembre de 2017, el recinto fue sede de disciplinas como baloncesto, voleibol, judo, taekwondo** y halterofilia.
En septiembre de 2024, el Instituto Nicaragüense de Deportes lo renombró oficialmente como Gimnasio Clifford Scott, en homenaje al histórico jugador costeño de baloncesto.